# Grand Prix Hassan II 2012
Il Grand Prix Hassan II 2012 è stato un torneo di tennis giocato sulla terra rossa. È stata la 28ª edizione del Grand Prix Hassan II, che fa parte della categoria ATP World Tour 250 series nell'ambito dell'ATP World Tour 2012. Si è giocato presso il Complexe Al Amal di Casablanca in Marocco, dal 7 al 15 aprile 2012.

## Partecipanti

### Teste di serie
| Nazionalità | Giocatore            | Ranking | Testa di serie* |
| ----------- | -------------------- | ------- | --------------- |
| Germania    | Florian Mayer        | 20      | 1               |
| Ucraina     | Aleksandr Dolhopolov | 22      | 2               |
| Spagna      | Pablo Andújar        | 39      | 3               |
| Uzbekistan  | Denis Istomin        | 43      | 4               |
| Stati Uniti | Donald Young         | 46      | 5               |
| Polonia     | Łukasz Kubot         | 51      | 6               |
| Paesi Bassi | Robin Haase          | 53      | 7               |
| Spagna      | Albert Ramos Viñolas | 54      | 8               |

* Ranking del 2 aprile 2012.

### Altri partecipanti
I seguenti giocatori hanno ricevuto una wild-card per il tabellone principale:
- Aleksandr Dolhopolov
- Yassine Idmbarek
- Mehdi Ziadi

I seguenti giocatori sono entrati nel tabellone principale passando dalle qualificazioni:
- Roberto Bautista Agut
- Federico Delbonis
- Sergio Gutiérrez-Ferrol
- Lamine Ouahab

## Campioni

### Singolare maschile
Pablo Andújar ha sconfitto in finale  Albert Ramos Viñolas con il punteggio di 6–1 7–6(5).
- È il 2º titolo in carriera per Andujar, il 1° dell'anno.

### Doppio maschile
Dustin Brown /  Paul Hanley hanno battuto in finale  Daniele Bracciali /  Fabio Fognini per 7–5, 6–3.